# Soyuz TMA-17M
Soyuz TMA-17M es un  vuelo espacial de la nave Soyuz TMA-M lanzado el 22 de julio de 2015. Transportó a tres miembros de la Expedición 44 a la Estación Espacial Internacional. El TMA-17M fue el vuelo 126 de una nave espacial Soyuz, el primero ocurrió en 1967. El equipo estará compuesto por un comandante ruso acompañado por los astronautas japoneses y americanos.

## Tripulación
| Puesto               | Miembros de la tripulación                         | Miembros de la tripulación                         |
| -------------------- | -------------------------------------------------- | -------------------------------------------------- |
| Comandante           | Oleg Kononenko, RSA Expedición 44 Tercer vuelo     | Oleg Kononenko, RSA Expedición 44 Tercer vuelo     |
| Ingeniero de vuelo 1 | Kimiya Yui, JAXA Expedición 44 Primer vuelo        | Kimiya Yui, JAXA Expedición 44 Primer vuelo        |
| Ingeniero de vuelo 2 | Kjell N. Lindgren, NASA Expedición 44 Primer vuelo | Kjell N. Lindgren, NASA Expedición 44 Primer vuelo |